# Colchicum peloponnesiacum
Colchicum peloponnesiacum là một loài thực vật có hoa trong họ Colchicaceae. Loài này được Rech.f. & P.H.Davis miêu tả khoa học đầu tiên năm 1949.